# Bogoria (jezioro)
Bogoria – jezioro alkaliczne leżące w południowo-zachodniej części Kenii, 240 km na północ od Nairobi. Powierzchnia jeziora wynosi 107 km². W 2000 roku zostało uznane za obszar wodno-błotny o znaczeniu międzynarodowym, który chroni Konwencja ramsarska. W 1970 roku teren jeziora i jego najbliższe okolice zostały uznane za obszar chroniony i utworzony został Park Narodowy Jezioro Bogoria.
Według organizacji IUCN w roku 1992 długość jeziora wynosiła 17 km, zaś szerokość 4,5 km. W 2012 roku długość jeziora wynosiła 34 km. Zasolenie – 35‰, pH 9,8-10,5.
Występują tu liczne sinice, w szczególności Arthrospira fusiformis oraz Arthrospira platensis. Brak zwierząt powyżej 1 cm (makroplanktonu). Wybrzeża są porośnięte przez trawę Sporobolus spicatus, w okolicach jeziora rosną akacje Acacia tortilis i Acacia xanthophloea, a także figowiec Ficus capensis, balsamowce oraz drzewa z rodzaju Balanites.
W jeziorze Bogoria znajdują się liczne źródła termalne o temperaturze 39-98,5 °C, których wody są nasycone dwutlenkiem węgla. Dookoła jeziora również znajdują się źródła termalne, z czego w czterech występują gejzery.

## Awifauna
Z powodu zasolenia w jeziorze nie są spotykane ryby, płazy ani ssaki. Jeśli chodzi o gatunki ptaków spotkać można flamingi małe (Phoeniconaias minor) oraz flamingi karmazynowe (P. ruber), których gruba skóra nóg chroni je przed solą. Wiosną zasolenie spada i nad jezioro Bogoria przylatują zauszniki (Podiceps nigricollis) oraz cyraneczki płowe (Anas capensis). Na flamingi polują orły stepowe (Aquila nipalensis) oraz bieliki afrykańskie (Haliaeetus vocifer).
Jezioro Bogoria od 2001 roku znajduje się na liście Important Bird Areas, opracowywanej przez BirdLife International. Lista gatunków występujących w jego obszarze obejmuje nie tylko ptaki wodne, ale także zamieszkujące przybrzeżną roślinność, jak na przykład szlarnik sawannowy (Zosterops abyssinicus), muszarka szara (Bradornis microrhynchus), nektarnik fartuszkowy (Chalcomitra hunteri) czy remizek blady (Anthoscopus musculus). Całkowita liczba stwierdzonych ptaków, na całym terenie parku narodowego, wynosi 34 gatunki.